# Luis Arrieta (actor)
Luis Arrieta (Ciudad de México, 23 de julio de 1982) es un actor de cine, teatro y televisión mexicano.

## Biografía
Actor, escritor y productor, protagonista de cintas cinematográficas como: Paradas continuas, Sin Ella, Preludio, Los Inadaptados, Detrás del poder, Tiempos felices, Que viva la Música, participación especial en Cantinflas junto a Michael Imperioli, Yo no soy Guerrillero, A la Mala y la trilogía: El cumpleaños de la Abuela, La boda de la abuela y La herencia de la abuela. Ha destacado con participaciones en películas extranjeras como: The price of an American Dream II por mencionar una. Es uno de los fundadores de la casa productora Los Güeros Films.
Ha participado en obras de teatro como: Wit obra ganadora del Premio Pulitzer, Chico conoce a chica,  Razones para ser bonita, La Madriguera, Toc-Toc y El Primero.
Protagonista de las series: Paramédicos I y II, A Corazón Abierto, Me Mueves, Dios Inc. entre otras.
Luis estudió actuación en Warner Louphlin Studios y en el Lee Starsberg Theatre Institute de Los Ángeles, California. En México estudió en el CEFAC y tomó clases y talleres con: Héctor Mendoza, José Luis Ibáñez, Raúl Quintanilla, Roberto Sosa, Diego López, Luis Vélez, Ximena Escalante, Jorge A. Vargas, Horacio Almada, Dora Cordero, Luigi Amara, Luis Ibar.
Además de siempre estar trabajando como actor sobre el escenario o detrás de una cámara, Luis se encuentra escribiendo y pre-produciendo.

### Premios
- Nominación “Mejor Actor de una Serie”  (Pantalla de Cristal 2015).
- Nominación “Promesa Masculina” (Premios Canacine 2012).
- Ganador  “Mejor Actor Joven” (APT 2011).

## Trayectoria

### Cine
| Año  | Película                          | Personaje              | Notas        |
| ---- | --------------------------------- | ---------------------- | ------------ |
| 2023 | Infelices para siempre            | Ignacio Rosas          | Largometraje |
| 2021 | 90 días para el 2 de julio        | Andrés Ortega          | Largometraje |
| 2020 | El Testamento de la abuela        | Daniel                 | Largometraje |
| 2019 | La boda de la abuela              | Daniel                 | Largometraje |
| 2018 | Plan V                            | Chico de Uber          |              |
| 2016 | Malacopa                          | Protagónico            | Largometraje |
| 2016 | Inquilinos                        | Participación especial | Largometraje |
| 2016 | El cumple de la abuela            | Daniel                 | Largometraje |
| 2016 | Yo no soy guerrillero             | Protagónico            | Largometraje |
| 2015 | Tiempos Felices                   | Protagónico            | Largometraje |
| 2015 | A la mala                         | Protagónico            | Largometraje |
| 2015 | Que viva la música                | Protagónico            | Largometraje |
| 2014 | Cantinflas                        | Participación especial | Largometraje |
| 2014 | Cuatro Lunas                      | Alfredo                | Largometraje |
| 2013 | Detrás del Poder                  | Miguel                 | Largometraje |
| 2011 | Los Inadaptados                   | Protagónico            | Largometraje |
| 2011 | Preludio                          | Protagónico            | Largometraje |
| 2010 | Sin ella                          | Protagónico            | Largometraje |
| 2010 | Paradas continuas                 | Emilio                 | Largometraje |
| 2009 | Dragon Ball Evolution             | Weaver                 | Largometraje |
| 2009 | La última muerte                  | Checho                 | Largometraje |
| 2008 | The price of an American dream II | Protagónico            | Largometraje |

### Televisión
| Año       | Título                                            | Personaje           | Notas               |
| --------- | ------------------------------------------------- | ------------------- | ------------------- |
| 2024      | Un buen divorcio                                  | Fernando            | Serie web           |
| 2023      | Horario estelar                                   | Samuel Lisboa       | Serie web           |
| 2022      | La rebelión                                       | Roberto             | Serie de televisión |
| 2022      | Mujer de nadie                                    | Carlos Ortega       | Telenovela          |
| 2022      | Mi tío                                            | Iñaki               | Serie de televisión |
| 2018      | Malinche                                          | Jerónimo de Aguilar | Serie de televisión |
| 2018      | Paramédicos 3T: Una serie basada en hechos reales | Salvador            | Serie de televisión |
| 2017      | Érase una vez: Los Tres Cochinitos                | Mateo Toledo        | Serie de televisión |
| 2016      | Dios Inc.: Serie                                  | Protagónico         | Serie de televisión |
| 2015      | Paramédicos 2T: Una serie basada en hechos reales | Salvador            | Serie de televisión |
| 2012      | Paramédicos 1T: Una serie basada en hechos reales | Salvador            | Serie de televisión |
| 2012      | A corazón abierto                                 | Damian              | Telenovela          |
| 2011      | Revolución                                        | Protagónico         | Serie               |
| 2010      | XY T2 La revista                                  | Tavo                | Serie de televisión |
| 2010      | Me mueves                                         | Protagónico         | Serie de televisión |
| 2005 2006 | La Vida es Una Canción                            | Antonio Erick       | Serie de televisión |
| 2004      | Belinda                                           | Alfredo             | Serie de televisión |
| 2002      | Por tI                                            | Beto                | Serie de televisión |
| 2002      | Súbete a mi moto                                  | Jorge               | Serie de televisión |
| 2002      | Sin Permiso de tus Padres                         | Protagónico         | Serie de televisión |

### Teatro
| Año       | Título                     | Personaje                  |
| --------- | -------------------------- | -------------------------- |
| 2019-2020 | Perfectos desconocidos     | Santi                      |
| 2019      | Tom Pain                   | Tom Pain                   |
| 2015      | Wit                        | Dr. Alan Dresser           |
| 2014      | Chico conoce a chica       | Alejandro                  |
| 2013      | Razones para ser bonita    | Pepe                       |
| 2012      | La Madriguera              | Eric                       |
| 2011      | El primero                 | Esteban                    |
| 2010 2011 | Toc Toc                    | Otto                       |
| 2007      | The Bald Soprano           | Sr. Smith                  |
| 2006      | The Obsession of Luna      | Elliot                     |
| 2005      | The King of the Lighthouse | Oscar Canosa               |
| 2004      | La Isla del Fin del Siglo  | Charles Darwin             |
| 2003      | La Mariposa                | Dímov, Pintor, Aristócrata |
| 2003      | La Sonata Infinita         | Filemón                    |
| 2003      | La Isla del Fin del Siglo  | Antoine Exupéry            |
| 2003      | La Cantante Calva          | Sr.Smith                   |
| 2002      | Muerte Súbita              | Andrés                     |

### Otras
| Título               | Descripción             | Otra información    |
| -------------------- | ----------------------- | ------------------- |
| Vacación             | -Piloto-                | Serie de televisión |
| Midnight Train Media | Programa de Los Ángeles |                     |
| Pizza Hut            |                         | Anuncio de TV       |
| Telcel               |                         | Anuncio de TV       |